# Physocyclus mexicanus
Physocyclus mexicanus är en spindelart som beskrevs av Banks 1898. Physocyclus mexicanus ingår i släktet Physocyclus och familjen dallerspindlar. Inga underarter finns listade i Catalogue of Life.